# الاپاد
الاپاد (به انگلیسی: Alappad) یک منطقهٔ مسکونی در هند است که در کرالا واقع شده‌است.